# Celeste Plak
Celeste Plak est une joueuse néerlandaise de volley-ball née le 26 octobre 1995 à Tuitjenhorn. Elle mesure 1,90 m et joue au poste de réceptionneuse-attaquante. Elle totalise 150 sélections en équipe des Pays-Bas.

## Clubs
| Club           | De        | À         |
| -------------- | --------- | --------- |
| VV De Boemel   | 2001-2002 | 2009-2010 |
| VV Dinto       | 2010-2011 | 2011-2012 |
| VV Alterno     | 2012-2013 | 2013-2014 |
| Volley Bergamo | 2014-2015 | 2015-2016 |
| AGIL Volley    | 2016-2017 | 2018-2019 |
| Aydın BBSK     | 2019-2020 | …         |

## Palmarès

### Équipe nationale
- Championnat d'Europe
  - Finaliste : 2015, 2017.

### Clubs
- Ligue des champions
  - Vainqueur :2019.
- Coupe des Pays-Bas
  - Vainqueur : 2013.
- Supercoupe des Pays-Bas
  - Finaliste : 2013.
- Championnat des Pays-Bas
  - Vainqueur : 2014.
- Coupe d'Italie
  - Vainqueur : 2016, 2018, 2019.
- Championnat d'Italie
  - Vainqueur : 2017.
  - Finaliste : 2018, 2019.
- Supercoupe d'Italie
  - Vainqueur : 2017.
  - Finaliste : 2018.